# Ленканув
Ленканув (пол. Łękanów) — село в Польщі, у гміні Нехлюв Ґуровського повіту Нижньосілезького воєводства.
Населення — 301 особа (2011).
У 1975-1998 роках село належало до Лешненського воєводства.

## Демографія
Демографічна структура станом на 31 березня 2011 року:
|          | Загалом | Допрацездатний вік | Працездатний вік | Постпрацездатний вік |
| -------- | ------- | ------------------ | ---------------- | -------------------- |
| Чоловіки | 142     | 23                 | 102              | 17                   |
| Жінки    | 159     | 33                 | 78               | 48                   |
| Разом    | 301     | 56                 | 180              | 65                   |